# Jan van Foreest (1586-1651)

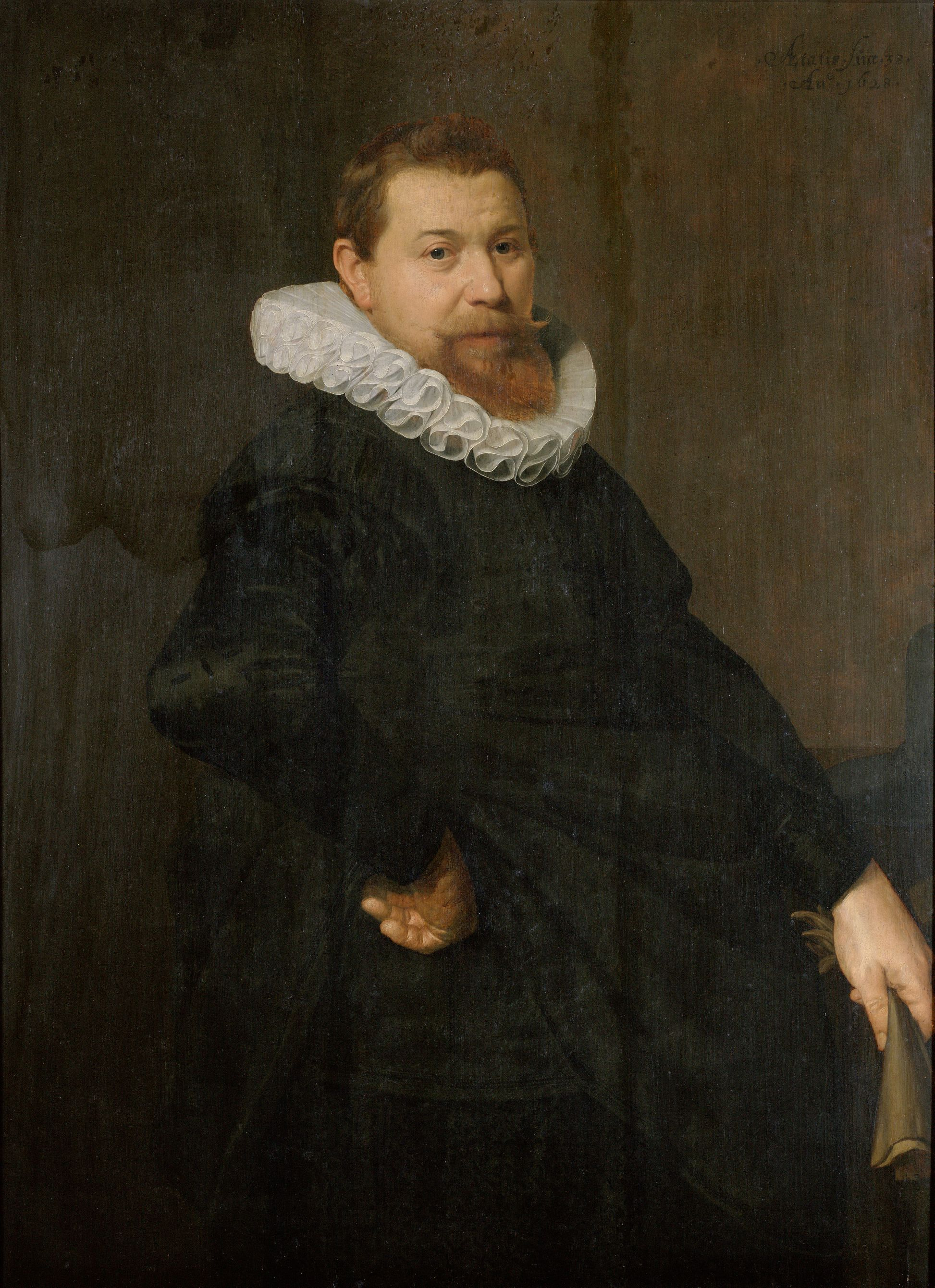
Jan van Foreest (1628)

Jan van Foreest (Alkmaar, 4 oktober 1586 – Hoorn, 27 oktober 1651) was lid van de vroedschap en burgemeester van Hoorn, lid van de Heren XIX van de West-Indische Compagnie namens de Kamer van de WIC in het Noorderkwartier, (tweede) secretaris van de Gecommitteerde Raden van Holland in het Noorderkwartier, en raadsheer van de Hoge Raad van Holland en Zeeland. Daarnaast was hij hoofdingeland van de Heerhugowaard en van de Schermer.
Jan van Foreest werd geboren als zoon van Jacob van Foreest (1556-1624) en Maria van Egmond van Nijenburch (1558-1632). Hij studeerde letteren en rechten aan de Universiteit van Leiden. Op 4 december 1607 trouwde hij te Dordrecht met Josina van Segwaert (1585-1657), dochter van Meynard van Segwaert en Antonia Wenssen. Zij kregen vijf kinderen: 3 dochters en twee zoons. De oudste zoon Dirk zou in zijn vaders voetsporen treden als Hoorns regent.
Behalve bestuurder was Jan van Foreest ook dichter. In zijn jeugd schreef hij Griekse poëzie: een verzameling gedichten over mythologische figuren. Later schreef hij Latijnse poëzie, dat met name handelt over de Tachtigjarige Oorlog. Daaruit blijkt hij een overtuigd aanhanger van kapitein-generaal prins Maurits van Oranje.
Jan van Foreest voerde correspondentie met bekende humanisten, filosofen, en wetenschappers. Vele door hem ontvangen brieven zijn bewaard gebleven, waaronder brieven van René Descartes, Constantijn Huygens, Gerardus Vossius, Daniël Heinsius, en Nicolaes Heinsius.
- Bibsys: 13070533
- Biografisch Portaal: 01311890
- Digitale Bibliotheek voor de Nederlandse Letteren: fore001
- Gemeinsame Normdatei: 123106508
- International Standard Name Identifier: 0000 0001 1653 227X
- Library of Congress Control Number: n2002025686
- Nederlandse Thesaurus van Auteursnamen: 069695032
- Système universitaire de documentation: 113531230
- Virtual International Authority File: 59982569
- WorldCat: E39PBJgMvgVHKtbdDg77bBJYyd